# Гроші (телепрограма)
«Гроші» — український спецпроєкт соціальних розслідувань телеканалу 1+1, що почав транслюватися на телеканалі 2+2. За інформацією телеканалу, журналісти викривають хабарників, розслідують економічні зловживання та на собі перевіряють, як діють різноманітні шахрайські схеми. Репортери працюють під прикриттям, ведуть приховані знімання, перевіряють версії та показують зсередини, хто насправді заробляє на людських бідах.
Програму створює департамент журналістських розслідувань телеканалу 1+1.
|                                                                                              | Якщо ми говоримо про телевізійні розслідування, то основна проблема — показати сам процес скоєння злочину або як мінімум візуалізувати його. Ми все намагаємося перевіряти на собі. Самі плаваємо по пляжах олігархів, лаємося з приватною охороною, ходимо у секти та спілки до аферистів, влаштовуємося на роботи, які нас цікавлять...У телеку один кадр переконує більше за тисячу слів. Це доконаний факт, і знайти цей кадр — найбільший наш клопіт |
| — Максим Сухенко, головний редактор департаменту журналістських розслідувань телеканалу 1+1. | |

## Історія
Перший випуск програми «Гроші» вийшов в ефір 23 жовтня 2010 року. Її ведучим став Олег Дейнека. Після звільнення Дейнеки у січні 2012 року програму вели почергово самі журналісти.
З вересня 2012 по квітень 2014 року програму вів Жан Новосельцев.
У 2014 році ведучим програми "Гроші" став її креативний продюсер Олександр Дубінський.
З вересня 2019 року ведучий програми — Олександр Преподобний.

## Як створюють програму
Обираючи тему, репортери спираються на її потенційну цікавість для аудиторії. Саме тому в програмі переважають соціальні розслідування.
|  | У «Грошах» фігурує більше соціалка. Все-таки дивляться прості люди, вони нам пишуть, діляться своїми темами. Політики в нас не так багато. В політиці - про кого б ми не показали сюжет, у будь-якому випадку буде зацікавлена сторона. Бувають сюжети про те, як підкупають політиків, про їхні статки, але це не можна назвати політикою, це радше жовті сюжети, - Денис Данько, журналіст «Грошей». |

Чи дійде розслідування до ефіру, залежить перш за все від того, наскільки серйозні докази вдалося знайти журналістам. «Дуже багато людей у цій країні тільки й чекає, щоб ми помилилися», — говорить головний редактор департаменту журналістських розслідувань каналу 1+1 Максим Сухенко, коментуючи можливість судових позовів. Тож розслідування має бути проведено «чисто», в рамках закону, а висновки повинні спиратися на перевірену інформацію. Кожне розслідування «Грошей» починається з офіційних запитів до правоохоронних органів.
Репортери «Грошей» паралельно розроблюють декілька тем. На підготовку одного сюжету може знадобитися кілька днів, а інші теми ведуться місяцями.
Щоб показати розслідування зсередини, журналісти часто працюють під прикриттям, вживаються у шахрайські схеми, влаштовують провокації та ведуть приховані зйомки. Оскільки використання прихованих камер заборонено, репортери «викручуються», знімаючи на мобільний телефон, вмикаючи диктофон тощо.
|                                     | Є різні хитрощі під час зйомок. Якщо я з тобою спілкуюся, а мій колега чи друг стоїть поруч, ти будеш дивитися на мене й не помітиш, що він тебе знімає. А коли звертатимеш на нього увагу, він буде ніби СМС писати чи дзвонити комусь. Можна ще знімати з тонованої машини, якщо знімання на вулиці відбуваються - насправді дуже багато законних методів. Звісно, приховані камери інколи дуже потрібні, але, на жаль, законодавство нам заборонило. Інколи достатньо диктофонного запису, щоб хоч якось зафіксувати інформацію. Багато залежить від теми, від героя - тема диктує поведінку. Треба сісти, продумати, як ти це все бачиш, кого провокувати, де експеримент, із ким треба поспілкуватися |
| — Денис Данько, журналіст «Грошей». | |

«Гроші» принципово не платять своїм інформаторам.
Як розповідають репортери «Грошей», після розслідувань їх не раз намагалися залякати розправою, деяким журналістам програми довелося змінити місце проживання.

## Резонансні розслідування
- Журналіст влаштувався охоронцем у ТРЦ «Караван», де В'ячеслав Мазурок вчинив смертельну стрілянину.
- Крадіжки речей на «Укрпошті».
- Про піраміду МММ в Україні.
- Хто і як наживається на тюрмах та ув'язнених.
- Викрадення органів: як працюють чорні трансплантологи.
- Як даїшники і «швидка» підробляють таксистами.
- Журналістське «полювання» на педофілів.
- В Україні працює ціла індустрія підставних свідків.
- Українці позбуваються родичів, запроторюючи їх у заклади для лікування від «одержимості демонами».

### Інциденти

#### Напад на журналіста Дмитра Волкова
У вересні 2012 року на журналіста «Грошей» Дмитра Волкова напали біля його будинку та жорстоко побили. Журналіст розробляв тему незаконного розподілу земель під Вишгородом (передмістя Києва) і саме з цим був пов'язаний напад на нього.
Сюжет про земельні махінації у Вишгороді, через який побили журналіста, показали в програмі «Гроші» 10 жовтня 2012 року.
Журналісти «Грошей» провели власне розслідування і оприлюднили фото підозрюваного в нападі. Тим часом міліція порушила кримінальну справу.

За інформацію про нападників на Дмитра Волкова канал 1+1 оголосив нагороду — 1 мільйон гривень.

## Нагороди
- Премія «Телетріумф-2012» у номінації «Спеціальний репортаж»
- Премія «Телетріумф-2011» у номінації «Спеціальний репортаж»
- Премія «Фаворит телепреси-2012»